# Synderskan
Synderskan är en fransk dramakomedifilm från 1938 i regi av Marcel Pagnol, med Raimu, Ginette Leclerc och Fernand Charpin i huvudrollerna. Dess franska titel är La femme du boulanger, vilket betyder "bagarens fru". Förlaga är en episod i Jean Gionos roman Jean le Bleu från 1932. Filmen hade fransk premiär 7 september 1938 och släpptes i Sverige 30 september 1940. År 1940 visades den även i USA, där den utsågs till årets bästa utländska film av National Board of Review och New York Film Critics Circle. National Board of Review utsåg även Raimu till bästa skådespelare.

## Handling
Handlingen kretsar kring en by i Provence där befolkningen försöker få den lokale bagarens fru, som har rymt med en herde, att återvända så att bagaren börjar baka igen. 

## Rollista
- Raimu – Aimable Castanier
- Ginette Leclerc – Aurélie Castanier
- Fernand Charpin – markis Castan de Venelles
- Robert Vattier – prästen
- Charles Blavette – Antonin
- Robert Bassac – läraren
- Marcel Maupi – Barnabé
- Alida Rouffe – Céleste
- Odette Roger – Miette
- Yvette Fournier – Hermine
- Maximilienne – Melle Angèle
- Charblay – slaktaren
- Julien Maffre – Pétugue
- Adrien Legros – Barthelemy
- Jean Castan – Esprit

## Andra adaptioner
Filmen gav upphov till den amerikanska musikalen The baker's wife, skriven av Stephen Schwartz och Joseph Stein, med premiär 1976.